# 170995 Ritajoewright
170995 Ritajoewright este o planetă minoră (asteroid) din centura de asteroizi. A fost descoperită pe 3 martie 2005 la Jarnac Observatory⁠(d) de Tom Glinos⁠(d). 
Obiectul prezintă o orbită caracterizată de o semiaxă mare de 2,3517117450744 UAi, o excentricitate de 0,2, o înclinație de 5,8 ° în raport cu ecliptica.